# Zelena ljevica
Zelena ljevica je izraz koji u politici označava političku struju stranaka zelene politike, odnosno takozvanog zelenog liberalizma. Budući da su liberalizam i ekologija sastavni dio uvjerenja svih zelenih stranaka, zelena ljevica je politička zajednica koja ih ujedinjuje, jer gotovo da i nema zelenopolitičke stranke koja pripada političkoj desnici.
Osim načela zaštite okoliša i korištenja obnovljive energije, istaknute značajke zelene ljevice su i feminizam, mirotvorstvo (pacifizam), socijalizam i velikim dijelom nevjerništvo (ateizam) koje je u skladu s darwinističkim pogledom na teoriju evolucije.
Zelena ljevica ima mnogo dodirnih točaka i bliskih učenja kao i komunizam, koji je zelenu ljevicu koristio kao opravdanje za genetički inženjering i ispitivanja u prirodi. U društvena (socijalna) načela zelene ljevice utkana su brojna marksistička stajališta, koja su utjecala na međusobnu povezanost i sa socijalizmom.
Na području privrede i gospodarstva zelena ljevica poznati je kritičar potrošačkog društva i kapitalizma koji ga je oblikovao, pa zastupaju liberalan stav otvaranja slobodnog svjetskog tržišta bez poreza i državnih nameta.
Iako zelena ljevica gaji nesnošljivost prema Katoličkoj Crkvi, ORaH - Održivi Razvoj Hrvatske, Američki i Australski zeleni, Svjetska mladež zelenih te Europska zelena stranka pozdravili su encikliku pape Franje Laudato si (Hvaljen budi) u kojoj je papa osudio ostvarivanje dobiti nad onečišćenjem okoliša i izrabljivanjem siromašnijega sloja ljudi, ali su i naglasili da nije dovoljno liberalna niti revolucionarna za njihovo potpuno prihvaćanje.